# A Western Romance (film 1913)
A Western Romance è un cortometraggio muto del 1913 diretto da Lem B. Parker. Prodotto dalla Selig Polyscope Company da un soggetto di A.D. Blake, il film aveva come interpreti Alfred Green, Stella Razeto, Al Ernest Garcia, Al W. Filson.

## Produzione
Il film fu prodotto dalla Selig Polyscope Company.

## Distribuzione
Distribuito dalla General Film Company, il film - un cortometraggio di una bobina - uscì nelle sale cinematografiche statunitensi il 27 giugno 1913.